# گل‌کوب سینه‌زرد
گل‌کوب سینه‌زرد (نام علمی: Prionochilus maculatus) نام یک گونه از سرده گل‌کوب‌های ده‌پر است.